# Anette Hüsch
Anette Hüsch (* 1972 in Hannover) ist eine deutsche Kunsthistorikerin, Kuratorin und Museumsdirektorin. Sie ist seit 2025 Direktorin der Alten Nationalgalerie in Berlin.

## Leben
Anette Hüsch studierte an der Staatlichen Hochschule für Gestaltung Karlsruhe Kunstwissenschaft und Medientheorie sowie Philosophie und Ästhetik und visuelle Kommunikation. Sie wurde dort mit einer Arbeit zur bild- und medienhistorischen Dimension der gerahmten Bildfläche in dem durch die Deutsche Forschungsgemeinschaft geförderten Graduiertenkolleg Bild – Körper – Medium. Eine anthropologische Perspektive bei Hans Belting promoviert. Von 2004 bis 2006 arbeitete sie als wissenschaftliche Museumsassistentin bei den Staatlichen Museen zu Berlin und kuratierte dort unter anderem die Retrospektive Immendorff. Male Lago (2005) in der Neuen Nationalgalerie. Ab 2006 war sie kuratorisch für die Staatlichen Museen zu Berlin, die Sammlung zeitgenössischer Kunst der Bundesrepublik Deutschland sowie für die Kunstsammlung der Europäischen Patentorganisation mit Sitz in München, Berlin, Brüssel, Den Haag und Paris tätig.
2010 wurde sie als Nachfolgerin von Dirk Luckow zur ersten Direktorin der Kunsthalle zu Kiel berufen. Dort war sie auch geschäftsführende Vorsitzende des Schleswig-Holsteinischen Kunstvereins e.V.
Unter ihrer Leitung wurde 2022 die Sanierung der Kunsthalle durch Landes- und Bundesmittel in Höhe von 49,5 Millionen EUR bewilligt. Im März 2025 wechselte sie als Direktorin an die Alte Nationalgalerie in Berlin.
Anette Hüsch ist Mitglied des Kuratoriums der Kulturstiftung der Länder. Sie hat den Vorsitz des Sachverständigenausschusses Kulturgut des Landes Schleswig-Holstein inne und gehört dem Beirat des Museumsbundes Hamburg und Schleswig-Holstein e.V. an.  Von 2018 bis 2021 war Anette Hüsch Mitglied der Jury der Villa Massimo, von 2011 bis 2017 gehörte sie der Ankaufskommission der Sammlung zeitgenössischer Kunst der Bundesrepublik Deutschland an.

## Ausstellungen (Auswahl)
- 1+1=3 Die Kunstwelten der Mary Bauermeister, (gemeinsam mit Regina Göckede, Hauke Ohls), Kunsthalle zu Kiel, 2022, Katalog
- Annette Kelm Die Bücher, Kunsthalle zu Kiel, 2022
- Amazons of Pop. Künstlerinnen, Superheldinnen und Ikonen, 1961-1973, (Hauptkuratorinnen der Ausstellung: Hélène Guenin, Géraldine Gourbe, Eine Ausstellung des MAMAC Nizza in Kooperation mit der Kunsthalle zu Kiel und dem Kunsthaus Graz, Station Kiel: gemeinsam mit Regina Göckede), Kunsthalle zu Kiel, 2021, Katalog
- Zauber der Wirklichkeit. Der Maler Albert Aereboe (gemeinsam mit Regina Göckede), Kunsthalle zu Kiel, 2021, Katalog
- Rachel Maclean, Kunsthalle zu Kiel, 2020, Katalog
- Universum Picasso. Die Suite Vollard, (gemeinsam mit Annette Weisner), Kunsthalle zu Kiel, 2019, Katalog
- Alicja Kwade. Ambo, Kunsthalle zu Kiel 2018, Katalog
- Globalocal. Cao Fei, Hiwa K, Mika Rottenberg zu Gast in der Sammlung (gemeinsam mit Regina Göckede), Kunsthalle zu Kiel, 2018
- Franz Gertsch. Bilder sind meine Biografie, Kunsthalle zu Kiel, 2018, Katalog
- Nolde und die Brücke, (gemeinsam mit Annette Weisner) in Kooperation mit dem Museum der bildenden Künste Leipzig, Kunsthalle zu Kiel 2017, Katalog
- Anita Albus. Die Kunst zu sehen, (gemeinsam mit Regina Göckede), Kunsthalle zu Kiel, 2017, Katalog
- Emeka Okboh ‚Song of the Germans’, Gast der Sammlungspräsentation ‚Gebrochen Deutsch’, Kunsthalle zu Kiel, 2016
- Miriam Cahn. Auf Augenhöhe, Kunsthalle zu Kiel, 2016, Katalog
- Netz. Vom Spinnen in der Kunst, (gemeinsam mit Maren Wienigk, Dörte Zbikowski), Kunsthalle zu Kiel, 2015, Katalog
- Hokuspokus. Via Lewandowsky, Kunsthalle zu Kiel, 2015, (anschließend Übernahme durch das Museum der bildenden Künste Leipzig), Katalog
- Playing future (gemeinsam mit Natascha Driever, Maren Wienigk, Dörte Zbikowski), Kunsthalle zu Kiel, 2015
- Sterne fallen. Von Boccioni bis Schiele. Der Erste Weltkrieg als Ende europäischer Künstlerwege, (gemeinsam mit Anke Dornbach, Peter Thurmann), Kunsthalle zu Kiel, 2014, Katalog
- Old School. Anachronismus in der zeitgenössischen Kunst, (gemeinsam mit Natascha Driever), Kunsthalle zu Kiel, 2014, Katalog
- Corinne Wasmuht. Supraflux, Kunsthalle zu Kiel, 2014, Katalog
- Dritte Welle. Die Gruppe SPUR, der Pop und die Politik, (gemeinsam mit Dörte Zbikowski), Kunsthalle zu Kiel 2013, Katalog
- Von Sinnen. Wahrnehmung in der zeitgenössischen Kunst, (gemeinsam mit Natascha Driever, Susanne Petersen), Kunsthalle zu Kiel, 2012, Katalog
- Kiel leuchtet!, Sammlungspräsentation, Kunsthalle zu Kiel, 2012
- Gute Gesellschaft. Lotte Hegewisch, die Kunst und das Mäzenatentum, (gemeinsam mit Peter Thurmann, Annette Weisner, Maren Welsch), Kunsthalle zu Kiel, 2012, Katalog
- Chiharu Shiota, Stairway, Schleswig-Holsteinischer Kunstverein, 2012, Katalog
- From Trash to Treasure. Vom Wert des Wertlosen in der Kunst, Kunsthalle zu Kiel, 2011, Katalog
- Los geht es wieder! Thorsten Brinkmann zu Gast in der Sammlung, Kunsthalle zu Kiel, 2011, Katalog
- Archiv Utopia. Das Brasília-Projekt von Lina Kim und Michael Wesely, Kunsthalle zu Kiel, 2011, Katalog
- Jeff Koons. Celebration, (gemeinsam mit Peter-Klaus Schuster), Neue Nationalgalerie, Berlin 2008, Katalog
- Celebrities. Andy Warhol und die Stars, (gemeinsam mit Joachim Jäger) Hamburger Bahnhof – Museum für Gegenwart, Berlin, 2008, Magazin
- Zeitblick. Eine Ausstellung der Sammlung Zeitgenössische Kunst der Bundesrepublik Deutschland, Martin-Gropius-Bau Berlin, 2008, Katalog
- Visit(e). Eine Ausstellung der Sammlungsbestände des Bundes, (gemeinsam mit Eugen Blume) in Kooperation mit dem Palais des Beaux-Arts, Brüssel, 2007 und mit der Kunst- und Ausstellungshalle der Bundesrepublik Deutschland, Bonn, 2008, Katalog
- Immendorff. Male Lago, Neue Nationalgalerie, (gemeinsam mit Angela Schneider, Peter-Klaus Schuster), Berlin, 2005, Katalog

## Gremien (Auswahl)
- Mitglied im Beirat des Museumsverbandes Hamburg und Schleswig-Holstein e. V.
- Mitglied des Kuratoriums der Kulturstiftung der Länder
- Vorsitzende Sachverständigenausschuss Kulturgut des Landes Schleswig-Holstein
- Mitglied Kunstbeirates des Landes Schleswig-Holstein
- Mitglied des Kultur- und Wissenschaftssenats der Stadt Kiel
- 2018 bis 2021 Mitglied der Jury Villa Massimo
- 2015 bis 2020 Mitglied der Jury Villa Aurora
- 2011 bis 2017 Mitglied Ankaufskommission der Sammlung zeitgenössischer Kunst der Bundesrepublik Deutschland
- 2008 bis 2011 Mitglied der Jury des Hauptstadtkulturfonds

## Veröffentlichungen (Auswahl)
- Ein guter Ort, in: Deutsches Studienzentrum Venedig. 50 Jahre Wissenschaft und Kunst – Brücken am Canal Grande, hrsg. v. Helen Geyer, Marita Liebermann, Michael Matheus, Regensburg 2023, S. 350 f.
- Fremde Nähe, in: Leiko Ikemura – Wenn Pfauen Flügel öffnen, hrsg. v. Herbert Gerisch-Stiftung, Ausst.-Kat. Herbert Gerisch-Stiftung Neumünster, Berlin 2022, o. S.
- Material Girl. Zu Barbara Kastens Experimenten mit den Dingen, in: Barbara Kasten, hrsg. v. Andreas Beitin, Ausst.-Kat.Kunstmuseum Wolfsburg, 2020, S. 55–57.
- Im visuellen Rauschen. Fotografie in den Ankäufen 2011-2016, in: Deutschland ist keine Insel, hrsg. v. Kunst- und Ausstellungshalle der Bundesrepublik Deutschland GmbH, Ausst.-Kat., Bonn und Köln 2018, S. 113–119.
- Ein kompliziertes Paar. ‚Wert‘ und ‚Wertlosigkeit‘ in der Kunst, in: Vom Wandel der Reichtümer im Feld der Künste, hrsg. v. Robert Felfe, Kritische Berichte. Zeitschrift für Kunst- und Kulturwissenschaften, 3/2013, Jahrgang 41, Marburg 2013, S. 59–67.
- Heavy Stuff: Adrian Ghenie and the Architecture of the Uncanny, in: Juerg Judin (Hrsg.): Adrian Ghenie, Ostfildern 2009, S. 11–15.
- Porträts ohne Gesichter, beseelte Objekte und das Archiv der Dinge – Auf der Suche nach dem Serialsammler, in: Stefanie Feldbusch, Andreas Wiesner (Hrsg.): Thorsten Brinkmann, Ostfildern 2008, S. 7–11.
- Celebrities. Andy Warhol und die Stars (gemeinsam mit Joachim Jäger), in: Hamburger Bahnhof – Museum für Gegenwart – Berlin (Hrsg.): Celebrities. Andy Warhol and the Stars, Museum für Gegenwart Nr. 13, Köln 2008, S. 6 f.
- Nur Fragen, keine Antworten. Oder: Was ist ein Bild?, in: Brice Marden Retrospektive, hrsg. v. Gary Garrels, Ausst.-Kat. Hamburger Bahnhof – Museum für Gegenwart – Berlin, 2007, S. 130–136.
- Die Kunstgeschichte im Rückspiegel. Werke aus der Sammlung Marx im Dialog, in: Hamburger Bahnhof – Museum für Gegenwart – Berlin (Hrsg.): Reset. Werke aus der Sammlung Marx, Museum für Gegenwart Nr. 10, Köln 2007, S. 42–45.
- Auf der Klaviatur des Kinos. Oder: Diesseits der Kunst, in: Jenseits des Kinos. Die Kunst der Projektion, 1963 bis 2005, hrsg. v. Joachim Jäger, Gabriele Knapstein, Anette Hüsch, Ausst.-Kat. Hamburger Bahnhof – Museum für Gegenwart – Berlin, Ostfildern 2006, S. 32–35.
- Real Fiction: Peter Bialobrzeski’s Search for Convincing Images, in: Miriam Paeslack (ed.): Before and after the Wall. German Photography in Discourse, Visual Resources, Vol. XXII, Nr. 2, 2006, S. 131–141.
- Bildmedien als Medienbilder. Zu der Serie ‚Screens, cold’ von Günther Selichar, in: Inge Hinterwaldner, Markus Buschhaus (Hrsg.): The Picture's Image. Wissenschaftliche Visualisierung als Komposit, Fink Verlag, München 2006, S. 59–67.
- Ein Relikt aus vergangenen Zeiten? Anmerkungen zum Begriff des ‚traditionellen Bildes’, in: Birgit Mersmann, Martin Schulz (Hrsg.): Kulturen des Bildes, Fink Verlag, München 2006, S. 345–353.
- Medium, Technik, Medientechnik. Zur Debatte um die Geisterphotographie im ausgehenden 19. Jahrhundert, in: Anja Zimmermann (Hrsg.): Austausch, Verknüpfung und Differenz naturwissenschaftlicher und ästhetischer Bildstrategien, Hamburg 2005, S. 115–127.
- Stillstand in Bewegung: Rodney Graham, in: Friedrich Christian Flick Collection im Hamburger Bahnhof, hrsg. v. Eugen Blume, Joachim Jäger, Gabriele Knapstein, Ausst.-Kat. Hamburger Bahnhof – Museum für Gegenwart – Berlin, Berlin und Köln 2004, S. 44 f.
- Der gerahmte Blick: zu einer Geschichte des Bildschirms am Beispiel der Camera Obscura, Karlsruhe, 2003.
- Schrecklich schön. Zum Verhältnis von Körper, Material und Bild in der Post-Photographie, in: Hans Belting, Ulrich Schulze (Hrsg.): Projekte und Forschungen an der Hochschule für Gestaltung Karlsruhe, Ostfildern 2000, S. 33–45.